# Azzurra Air
Pour les articles homonymes, voir Azzurra et AZI.

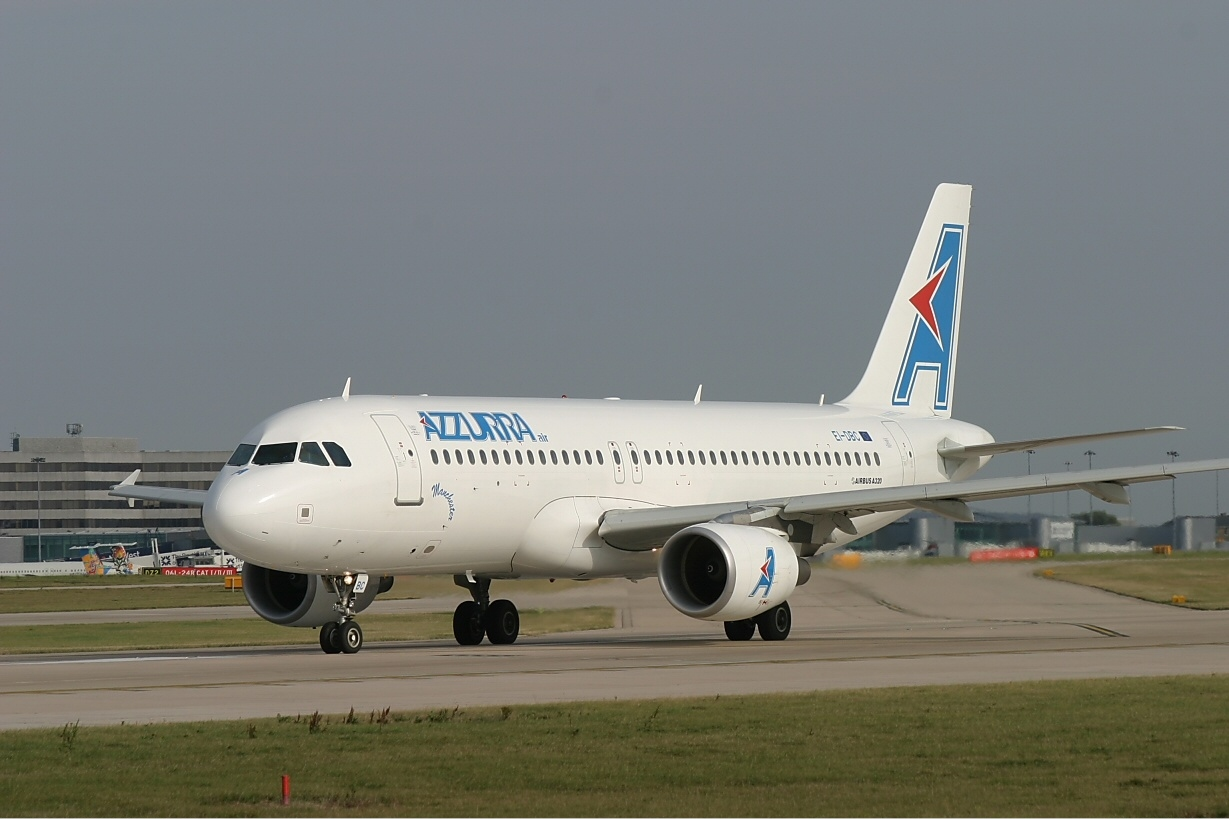
Airbus A320 d'Azzurra (2003)

Azzurra Air S.p.A. (code AITA : ZS, code OACI : AZI) était une compagnie aérienne italienne.
Air Malta en possédait 49 % des actions (SpA). Elle a transporté 785 471 passagers en 2002.

La faillite fut déclarée en juillet 2004.

## Flotte
12 aéronefs : dont 4 Boeing 737-700, 3 Avro RJ 146 RJ 85 et 4 Avro RJ 146 RJ 70.